# Pont François-Mitterrand (Blois)
Pour les articles homonymes, voir Pont François-Mitterrand.
Le pont François-Mitterrand est un pont situé à Blois (Loir-et-Cher), permettant de franchir la Loire. Construit dans les années 1990, il s'agit du dernier pont construit sur le fleuve dans le département ; d'où son surnom local de « troisième pont de Blois » (après le pont Jacques-Gabriel et le pont Charles-de-Gaulle),.

## Localisation
Le pont François-Mitterrand de Blois se trouve à l'ouest de la ville, en aval des deux autres ponts. Il permet de relier les quais des deux rives, ainsi que le quartier du Foix avec Blois-Vienne.
Le pont est d'ailleurs le départ blésois de l'actuelle RD 951 (qui relie Blois à Boulleret) correspondant à la partie orientale de l'ancienne RN 751 qui reliait la Pointe Saint-Gildas (Loire-Atlantique) à Boulleret (Cher) en longeant la rive gauche de la Loire.

## Histoire

### Construction du troisième pont de Blois
Pendant longtemps, le pont Jacques-Gabriel a constitué l'unique pont reliant la rive gauche et le quartier Vienne au reste de Blois. La construction du pont Charles-de-Gaulle dans les années 1970 s'inscrivant dans la voie rapide qui relie l'autoroute A10 et la Sologne, la demande d'un axe plus court pour relier les deux rives — en particulier avec la gare SNCF de Blois — s'est longtemps faite attendre. Envisagé dès 1966, la construction du troisième pont ne commence qu'en juin 1992.
Invité par Jack Lang, maire de Blois depuis 1989, ancien porte-parole du gouvernement désormais ministre de la Culture, le président François Mitterrand se déplaça en personne pour inaugurer le pont, qui n'est pas encore nommé,, le 27 octobre 1994,. Une plaque inaugurative installée en rive droite rappelle cet acte.
Proposé par Jack Lang, le nom du pont est décidé à l'unanimité par vote municipal en avril 1996.

### De nos jours
Depuis 2011, la chaussée du pont est munie de bandes cyclables dans les deux sens de circulation.

## Architecture
Le pont François-Mitterrand est un pont en arc construit sur des appuis en béton teinté au carbone, couronnés en briques de Sologne, le tout recouvert d’une ossature en acier gris ardoise, permettant ainsi d'alléger visuellement la structure générale de l'édifice.
Le pont a reçu le prix du plus bel ouvrage de construction métallique en 1996.

### Autres projets Wikipedia
- Liste des monuments historiques de Blois
- Liste des anciens ponts de Blois
- Liste de ponts du Loir-et-Cher
- Liste des ponts sur la Loire